# Govern d'Euzkadi
Govern d'Euzkadi fou el nom que va adoptar el govern autònom basc format el 7 d'octubre de 1936 en plena guerra civil espanyola. S'acordà després de la reunió del 4 de setembre del 1936 de Francisco Largo Caballero amb els peneuvistes José Antonio Aguirre i Francisco Basterrechea Zaldívar, de la qual sortí l'aprovació de l'Estatut d'autonomia del País Basc de 1936 per a la part no conquerida per les tropes franquistes.
Les necessitats de la guerra van fer del Govern d'Euzkadi un estat quasi sobirà, amb segells, passaports i moneda propis. El 25 d'octubre del 1936 Aguirre decidí militaritzar les milícies i les posà sota comandament de la Junta de Defensa de Bizkaya, entre ells uns 2.000 mendigoxales d'Angel Agirretxe, les Eusko Indarra de l'ANV (4), les Eusko Gudarostea del PNV (25) i ELA (1) i les Milicias Unificades de PSOE (6), UGT (5), JSU (10), CNT (7), IR (5), UR (1) i PCE (8). L'exèrcit republicà també aportà set batallons. El 26 d'abril del 1937 es crearia l'Exèrcit Regular d'Euskadi, unificant els batallons en quatre divisions i 16 brigades. Aguirre n'era el comandant en cap i Joseba Rezola (conseller de defensa), el cap polític. Jesús de Galíndez en fou nomenat representant a l'exterior.

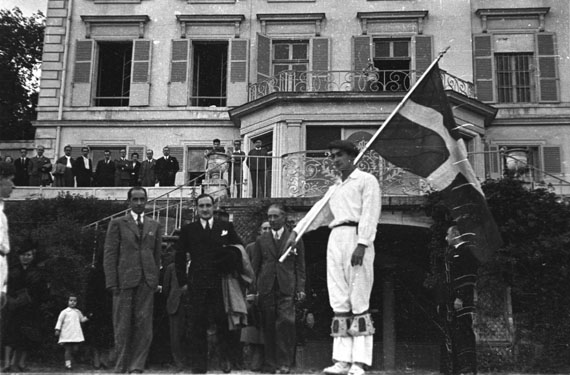
José Antonio Aguirre, amb vestit negre i abric al braç, amb Lluís Companys (a la dreta) l'octubre de 1938 a Barcelona.

Tanmateix, el curs de la guerra no els fou favorable. En l'ofensiva del 27 d'abril del 1937 els franquistes van prendre Durango, Gernika i Lekeitio, el maig Bermeo, Amorebieta i Lemoa, i el 18 de juny Galdakao, Lezama i Orduña. El 19 de juny, després de la traïció del comandant Alejandro Goicoechea Omar, cap del negociat de fortificacions, qui fugí amb els plànols del Cinturó de Ferro i deixà oberta la porta a San Martín de Fica, caigué Bilbao. El Govern es va traslladar a Barcelona, on fou ben acollit per Lluís Companys, malgrat les reticències de Manuel Azaña després de la rendició de Santoña. Quan Barcelona va caure en mans dels franquistes l'abril de 1939, marxà a París.

## Membres del govern d'Euzkadi
- Lehendakari - José Antonio Aguirre (PNB)
- Conseller de Governació - Telesforo de Monzón (PNB)
- Conseller de Justícia i Cultura - Jesus Maria de Leizaola (PNB)
- Conseller d'Economia i Hisenda - Eliodoro de la Torre y Larrinaga (PNB)
- Conseller d'Agricultura - Gonzalo Nárdiz Bengoechea (ANB)
- Conseller d'Indústria - Santiago Aznar Sarachaga (PSOE)
- Conseller de Treball - Juan de los Toyos González (PSOE)
- Conseller d'Assistència Social - Juan Gracia Colás (PSOE)
- Conseller de Comerç - Ramon Maria Aldasoro y Galarza (Izquierda Republicana)
- Conseller de Sanitat - Alfredo Espinosa Uribe (Unión Republicana)
- Conseller d'Obres Públiques - Juan Astigarrabia (PCE)

## Govern d'Euzkadi a l'exili
El 1939 els supervivents es traslladaren a París, però quan les tropes del Tercer Reich invadiren França, el govern es disgregà. Aguirre marxà a Londres i col·laborà a l'establiment de l'Eusko Etxea, fundat el 1939, i tot seguit marxà a Berlín a fer d'espia per als aliats. El 1939 també es creà l'Eusko Naia, servei secret basc, que tenia com a cap suprem Lino Lazkano i amb José Miguel Sarasola (Àlaba), Primitivo Adab (Biscaia), Joseba Salegi (Gipúscoa) i Joseba Iturralde (Navarra). Tenia una xarxa secreta amb estructura militar, però no entraren en acció, sinó que en cinc anys es dedicaren a recollir informació que el PNB desvià cap a Gran Bretanya, França i EUA.
El 1941 es va constituir a Buenos Aires el pacte Galeusca, amb els punts bàsics de l'autodeterminació per al País Basc, Catalunya i Galícia i suport als aliats. El signaren per part basca Ramón Maria Aldasoro, José María Lasarte Arana i Francisco Basterrechea. El 1942 Aguirre es traslladà a Nova York i reconstituí el govern a l'exili, el 1943 es constituí el Frente Nacional Vasco de Resistencia i el 1944 ratificaren el pacte Galeusca, tot i que Aguirre advocà pel seu abandonament per considerar-lo poc realista.
L'agost del 1946 aplegà els consellers supervivents: Gonzalo Nárdiz (ANB), Telesforo de Monzón (PNB), Ramón María Aldasoro (IR), Leonardo Carro (PSOE), Fermín Zarza (PSOE), Enrique Dueñas (PSOE), Jose Maria Lasarte (PNB), Sergio Etxebarria (PSOE) i Santiago Aznar, que van dur a terme diverses actuacions diplomàtiques per tal d'aïllar el règim franquista, raó per la qual n'exclogueren el PCE el 1948. Manuel de Irujo residirà a Nova York i serà conseller d'indústria a l'exili. Alhora, intentaran potenciar la resistència interior amb la signatura del Pacte de Baiona de 1945, la creació d'un Consell Consutiu Basc. S'intensificaren les actuacions dels maquis, i a la manifestació de l'aberri eguna del 1947 hi participaren 13.000 persones. El mateix any, gràcies a un pacte entre UGT, ELA-STV i CNT, es convocà una vaga general on hi participaren 60.000 treballadors. dels quals 14.000 foren acomiadats i 7.000 detinguts. Malgrat tot fou un fracàs, puix que els Aliats no hi intervingueren i la repressió fou molt forta. Aquest fet va desacreditar el govern d'Aguirre a l'exili i va provocar la gairebé total inactivitat del PNB a l'interior (dirigit per Juan de Ajuriaguerra Ochandiano) fins a la mort de Franco.
El 19 de maig del 1948 Aguirre va refer el govern basc a París amb Leizaola, Telesforo de Monzón i Lasarte (PNB), Duañas i Zarza (PSOE), Campomanes (UR) i Aldasoro (IR), però el 3 de juliol de 1951 en foren expulsats pel govern francès, qui el 1954 també clausurà Radio Euzkadi. Encara va promoure la celebració del 22 d'agost a l'1 de setembre del 1956 del Congrés Mundial Basc, amb bascos exiliats i joves nacionalistes de l'interior, que acabà amb una declaració de suport al Govern d'Euzkadi. Tanmateix, la creació d'ETA el 1959 i la mort d'Aguirre el 1960 van fer llanguir el govern d'Euzkadi, i el nou lehendakari a l'exili Jesús María de Leizaola, el va mantenir gairebé inoperant fins que traspassà els poders al Govern Basc el 1978.